# Sparven (häst)
Sparven, född 31 mars 2019, är en svensk varmblodig travhäst. Hon tränas och körs av Jörgen Westholm.

## Bakgrund
Sparven är ett brunt sto efter Bird Parker och under Penelope Face (efter Viking Kronos). Hon föddes upp av Lena Martell & AB Sv.Reklamfinans och ägs av Tord Olsson.

## Karriär
Sparven började tävla i mars 2022. Hon har till juli 2022 sprungit in 2 105 500 kronor på 7 starter varav 1 seger, 1 andraplats och 3 tredjeplatser. Hon har tagit karriärens hittills största seger i långa E3-finalen för ston (2022).
Då hon segrade i långa E3-finalen för ston den 2 juli 2022, kördes hon av Mika Forss, och segrade till vinnaroddset 124,53, vilket var det näst högsta V75-oddset någonsin.